# Mecynotarsus delicatulus
Mecynotarsus delicatulus is een keversoort uit de familie snoerhalskevers (Anthicidae). De wetenschappelijke naam van de soort is voor het eerst geldig gepubliceerd in 1868 door Horn.